# إيفان خافير دي سانتانا
إيفان خافير دي سانتانا (مواليد 27 مايو 1988)، هو لاعب كرة قدم كان يلعب كلاعب وسط.

## وصلات خارجية
- إيفان خافير دي سانتانا على موقع Soccerway.com (الإنجليزية)